# Filip Mrzljak
Filip Mrzljak (ur. 16 kwietnia 1993 w Zagrzebiu) – chorwacki piłkarz grający na pozycji defensywnego pomocnika w rosyjskim klubie FK Ufa. Były młodzieżowy reprezentant Chorwacji.